# Matveï Berman
Pour les articles homonymes, voir Berman.
Matveï Davidovitch Berman (en russe : Матвей Давыдович Берман) (10 avril 1898 à Andiranovka, Ouiezd de Tchita – 7 mars 1939 à Kommounarka, oblast de Moscou) est un officier de la police politique soviétique et le chef du Goulag de 1932 à 1937.

## Biographie

### Jeunesse et Révolution de 1917
Matveï Berman naît dans une famille juive en 1898 ; après une école militaire à Irkoutsk, il est affecté au 25e régiment d’infanterie de réserve.
Il rejoint les Bolcheviks en juin 1917. En poste avec l’Armée rouge à Tomsk, il intègre les rangs de la Tchéka en août 1918, avec le rang de chef de la Sécurité d’État de la ville de Glazov. 

### Carrière au sein du NKVD
En 1923, il est promu Commissaire du Peuple de la Sécurité d’État de la RSS Autonome de Bouriatie-Mongolie. En 1927, il est secrétaire de l’OGPU de la RSS d’Ouzbékistan. 
À partir de 1929, il participe à la création du réseau de camps du Goulag, dont il devient chef-adjoint en 1930. De juin 1932 à août 1937, il dirige l’institution carcérale, en supervisant plus particulièrement, avec Naftali Frenkel, le camp du canal Baltique - Mer Blanche, dit Belomorkanal. La réussite de cette gigantesque entreprise, au coût humain élevé (25 000 morts), lui vaudra d’être décoré de l’Ordre de Lénine en août 1933. 
Après la chute de Iagoda, Berman s’élève dans la hiérarchie de la police politique, jusqu’à obtenir en 1936 le poste de premier adjoint du NKVD.

### Fin de vie
La Grande Terreur lui sera fatale : le 17 août 1937, il est limogé de la direction du Goulag, et devient Commissaire du Peuple aux Postes et Communications. 
Il est arrêté à la Noël 1938, dans le bureau de Malenkov, et incarcéré à la Loubianka. Convaincu devant le Collège Militaire de la Cour Suprême de l’URSS d’appartenance à une organisation terroriste, il est fusillé le 7 mars 1939 sur l'un des sites d'exécution du NKVD, la ferme d'État de Kommounarka. Cette exécution eut lieu deux semaines après celle de son frère cadet, Boris Berman. Les origines juives des deux frères ont pu être une raison de leur exécution. 
Il fut réhabilité en octobre 1957.